# Eudorylas fuscipennis
Eudorylas fuscipennis är en tvåvingeart som först beskrevs av Enrico Adelelmo Brunetti 1927.  Eudorylas fuscipennis ingår i släktet Eudorylas och familjen ögonflugor. Inga underarter finns listade i Catalogue of Life.